# دياندر رايت
دياندر رايت (بالإنجليزية: DeAndre Wright)‏ هو لاعب كرة قدم أمريكية أمريكي، ولد في 13 أبريل 1986 في واشنطن العاصمة في الولايات المتحدة.

## وصلات خارجية
- دياندر رايت على موقع مرجع كرة القدم المحترفة.كوم (الإنجليزية)